# Trou d'Eau Douce
Pour les articles homonymes, voir Trou.
Trou d’Eau Douce  est un village situé sur la côte est de l’île Maurice, dans le district de Flacq. Ses habitants sont appelés les Trou d'Eau Douçois.

## Géographie
Les villages de Bel Air Rivière Sèche et Centre de Flacq sont les chefs lieux les plus proches, à environ 5 et 7 km respectivement. La localité elle-même se trouve sur un terrain plus ou moins en pente et rocailleux. Son point culminant est à 29 mètres au-dessus du niveau de la mer. Avec une population d'environ 5 600 habitants en 2006 et 5 672 en 2011, le village fait partie des agglomérations de taille moyenne de l'île.

## Histoire
Le village tire son nom du fait qu’à un endroit sur le rivage, Belle Île, de l’eau de source potable entre en contact avec l’eau salée. Les premiers habitants de l’île Maurice furent les Hollandais, mais ils n'y demeurèrent pas. Les navires bataves accostèrent l’île pour se ravitailler en eau et en vivres (tortues et dodos), lors de leurs voyages de et vers leurs colonies aux Indes néerlandaises. Trou d’Eau Douce fut un des premiers endroits de leurs ravitaillements en eau, d’où le nom.
Les premières habitations datent de la période 1653-1658, sous le gouvernement de Reiner Por. Sur une carte de Pieter van der Aa, datant de 1721, Trou d'Eau Douce apparait sous le nom de Oostersgat, littéralement “le trou à l'est”. En 1655, le village fut avec Flacq et la baie de Grand Port, les seules habitations bataves de l'île. La période de colonisation française fut plus prospère. Les noms de plusieurs quartiers en témoignent : Montée Bastille, La Peyrouse, Le Maho, Débarcadère, Sept Croisées, Camp Nadal, entre autres. Mais il y a aussi des noms à consonance néerlandaise comme Despéroux, ou britannique comme Victoria.
Le village abritait une usine de canne à sucre à Victoria, ainsi qu’un four à chaux à Le Maho. La chaux était un composant essentiel lors de la production de sucre à l’ancienne. À l'abolition de l'esclavage en 1835, beaucoup d’affranchis cessèrent de travailler dans les champs et s’installèrent le long de la côte, plus particulièrement à Débarcadère et Le Maho, et vécurent de la pêche. De là l’origine de la tradition de la pêche à Trou d’Eau Douce.

## Économie
De nos jours, encore beaucoup d’habitants gagnent leur vie comme pêcheurs. D’autres sont agriculteurs, à leur compte ou travaillant dans des propriétés sucrières des environs.
Les années 1980 furent marquées par l’implantation en masse des usines de textiles à Maurice. Beaucoup d'habitants de Trou d’Eau Douce travaillent dans ce secteur d’activité. Les autobus spécialement affrétés par les usines, transportent ces travailleurs à Centre de Flacq quotidiennement. Une tentative d’implantation d’usine dans le village dans les années 1990 échoua.
Mais désormais le tourisme est devenu un des piliers de l’économie du village. Le très célèbre hôtel cinq étoiles Le Touessrok s'y trouve. Étant un des premiers établissements hôtelier de l’île, Le Touessrok a évolué pour devenir une destination privilégiée de la jet-set. Avec deux autres hôtels de moyenne envergure, l’hôtellerie emploie beaucoup de personnes du village. Il faut dire que ces établissements contribuent beaucoup à son amélioration structurelle et au bien-être des habitants. Parallèlement à ces grands, tout un ensemble de gîtes et de tables d’hôte se sont développés. De jour en jour, Trou d'Eau Douce se transforme en station balnéaire sous l’œil inquiet des habitants.
Comme tout développement rapide est accompagné de son lot de fléaux sociaux, Trou d’Eau Douce ne fait pas exception à la règle. Le tourisme s’est encore développé avec la popularité grandissante de l’île aux Cerfs. Le village est le principal lieu de départ pour cet îlot aux plages paradisiaques.

## Culture
La population est composée de gens de différentes confessions religieuses. Avec le temps, la ségrégation qui existait entre ces communautés commence à s’estomper. Il y a de moins en moins de quartiers où sont installés exclusivement les membres d’une seule communauté.
On peut trouver à Trou d’Eau Douce une église, deux mosquées et un baïtka (lieu de rassemblement des hindous). L’église Notre-Dame-du-Bon-Secours est une des plus récentes de l’île. Cette bâtisse en pierres taillées et tôles ondulées a été construite pour remplacer l’ancienne chapelle devenue trop exiguë.
Côté culture, on peut noter la conversion de l’ancienne usine de Victoria en café des Arts, où se trouve un atelier de peinture de la Fondation Maniglier, d’un des derniers élèves du célèbre peintre français Henri Matisse, une salle d’exposition et un restaurant.
Bien que le village soit doté de facilités administratives de base, comme un bureau de poste, un poste de police, un bureau d’état civil et un dispensaire, les habitants doivent cependant se déplacer à Centre de Flacq pour avoir accès aux services bancaires et aux collèges secondaires. Une flotte de six autobus et une vingtaine de taxis assurent la liaison entre les deux localités.

## Illustrations

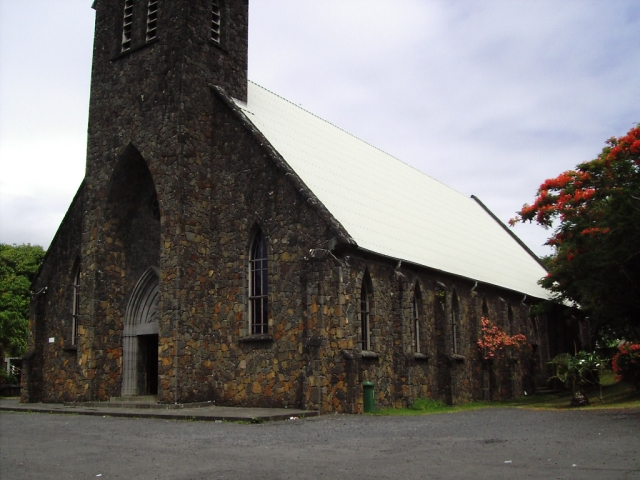
L'église Notre-Dame-de-Bon-et-Perpétuel-Secours qui dépend de la paroisse de Saint-Esprit. La communauté du Chemin-Neuf y est présente.
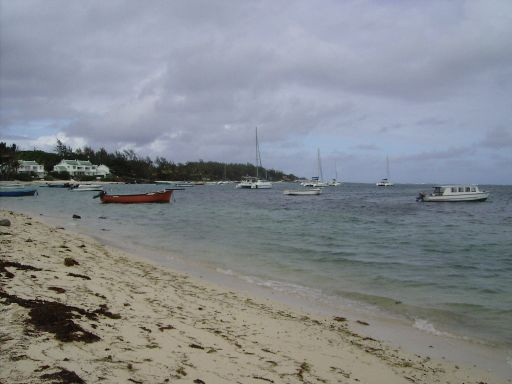
Le lagon de Trou d'Eau Douce
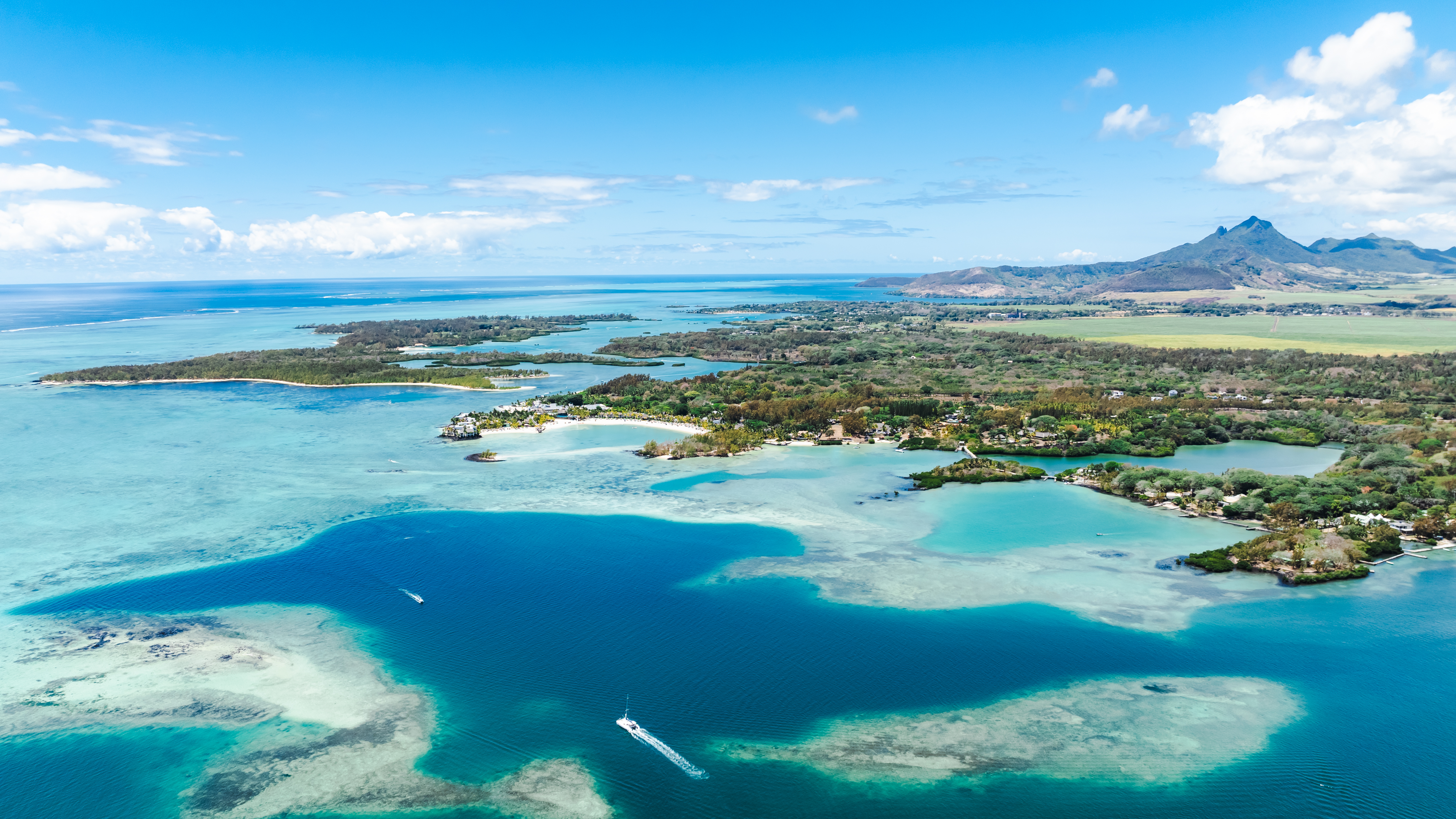
Trou d’Eau Douce